# (4107) Rufino
(4107) Rufino es un asteroide perteneciente al cinturón de asteroides, descubierto el 7 de abril de 1989 por Eleanor F. Helin desde el Observatorio del Monte Palomar, Estados Unidos.

## Designación y nombre
Designado provisionalmente como 1989 GT. Fue nombrado Rufino en homenaje al médico estadounidense "Rufus J. Walker", jefe del equipo médico del Laboratorio de Propulsión a Reacción.